# Josie Spence
Josie Spence (Kamloops, Brits-Columbia, 2 februari 1994) is een Canadees langebaanschaatsster. Ze staat bekend als een allroundster, waarbij de 5000 meter haar beste afstand is. Naast het schaatsen is Spence ook gecertificeerd lifeguard.

## Persoonlijk
Spence is getrouwd met schaatser Denny Morrison. Sinds het seizoen 2016/17 komt ze uit onder de naam Josie Morrison.

## Records

### Persoonlijke records
| Afstand    | Tijd    | Datum            | Baan           |
| ---------- | ------- | ---------------- | -------------- |
| 500 meter  | 39,71   | 6 januari 2013   | Calgary        |
| 1000 meter | 1.18,24 | 19 maart 2015    | Calgary        |
| 1500 meter | 1.58,37 | 15 november 2015 | Calgary        |
| 3000 meter | 4.10,21 | 13 november 2015 | Calgary        |
| 5000 meter | 7.04,76 | 20 november 2015 | Salt Lake City |

## Resultaten
| Jaar | WK Afstanden                         | Olympische Spelen          | WK Junioren                               |
| ---- | ------------------------------------ | -------------------------- | ----------------------------------------- |
| 2012 |                                      |                            | 15e (22e, 18e, 19e, 10e) 4e achtervolging |
| 2013 |                                      |                            | 8e (12e, 15e, 9e, 12e) 5e achtervolging   |
|      |                                      |                            |                                           |
| 2015 | 23e 1500m 4e achtervolging           |                            |                                           |
| 2016 | 24e 1500m 12e 5000m 6e achtervolging |                            |                                           |
|      |                                      |                            |                                           |
| 2018 |                                      | 21e 1500m 4e achtervolging |                                           |

(#, #, #, #) = afstandspositie op allroundtoernooi (500m, 3000m, 1500m, 5000m) of op juniorentoernooi (500m, 1500m, 1000m, 3000m)